# 賀屋正雄
賀屋正雄（かや まさお、1912年8月4日 - 1994年1月27日）は日本の大蔵官僚。総理府内閣総理大臣官房審議室参事官、総理府内閣総理大臣官房審議室長、理財局次長、管財局長、為替局長、日本開発銀行理事、日本銀行理事、商工組合中央金庫副理事長、 山一證券投資信託委託会社社長などを務めた。

## 来歴
東京府出身。東京帝国大学法学部法律学科（英法）在学中に高等試験行政科を合格。東京帝大法学部法律学科（英法）卒業。1935年 大蔵省入省。大臣官房文書課属。 1946年7月 理財局国庫課長。1949年3月 外資委員会事務局次長。同年9月 外資委員会事務局長。1953年11月2日 銀行局検査部長。1955年5月 総理府内閣総理大臣官房審議室参事官。同年11月 総理府内閣総理大臣官房審議室長。1957年6月11日 理財局次長。同年11月15日 管財局長。1960年4月12日 為替局長。1961年6月16日 退官。同年6月 日本開発銀行理事（〜1962年）。1962年6月1日 日本銀行理事（〜1967年）。1967年4月 商工組合中央金庫副理事長（〜1969年11月15日）。1969年11月 山一證券投資信託委託会社取締役社長。1982年11月3日 勲五等。

## 略歴
- 1935年4月：大蔵省入省。大臣官房文書課属[1]。
- 1936年7月：専売局長官官房 兼 大臣官房財政経済調査課[1]。
- 1936年12月：財務書記・米国駐在。
- 1939年1月：理財局。
1939年1月：欧州出張（〜1939年4月）。
- 1939年7月：銀行局。
- 1940年10月：銀行局銀行検査官。
- 1943年11月1日：銀行保険局。
- 1945年5月19日：金融局。
- 1945年8月：大臣官房戦後緊急対策企画室付。
- 1946年1月：金融局。
- 1946年2月2日：銀行局特殊金融課長 兼 金融緊急措置相談部員。
- 1946年7月：理財局国庫課長。
- 1949年3月：外資委員会事務局次長。
- 1949年9月：外資委員会事務局長。
1951年8月：米国出張（〜1951年11月）。
- 1952年8月1日：大臣官房財務調査官（大臣官房担当）。
1953年2月：アルゼンチン、米国、英国、仏国に出張。
- 1953年11月2日：銀行局検査部長。
- 1955年5月：総理府内閣総理大臣官房審議室参事官。
- 1955年11月：総理府内閣総理大臣官房審議室長。
- 1957年6月11日：理財局次長。
- 1957年11月15日：管財局長。
- 1960年4月12日：為替局長。
- 1961年6月16日：退官。